# Рубі Пейн-Скотт
Рубі Вайолет Пейн-Скотт (англ. Ruby Violet Payne-Scott; 28 травня 1912-1981) — австралійська піонерка радіофізики та радіоастрономії, яку часто описують як першу жінку-радіоастрономку.
Народилась і виросла в Австралії, здобула освіту фізика в Університеті Сіднея. Під час Другої світової війни проводила для уряду секретні дослідження радіолокації. Після війни застосувала набутий досвід до задач радіоастрономії, здійснивши спільно з колегами морську інтерферометрію, зробивши перші кроки до розробки методу апертурного синтезу й відкривши радіовипромінювання сонячних плям і сонячної корони.
Оскільки в той час в Австралії одруженим жінкам було заборонено працювати на державній службі, Рубі Пейн-Скотт довелось одружитись таємно. У 1949 році через шлюб вона втратила свою керівну посаду, а в 1951 році через вагітність мусила піти з роботи, бо декретних відпусток в той час в Австралії не було. Після цього до активних занять наукою вона не повернулась і була домогосподаркою, а потім шкільною вчителькою.

## Біографія

### Раннє життя
Рубі Пейн-Скотт народилася 28 травня 1912 року в місті Графтон, Новий Південний Уельс, у сім'ї Сіріла Пейн-Скотта та його дружини Емі (уродженої Ніл). Пізніше вона переїхала в Сідней до своєї тітки. Там вона навчалася в державній початковій школі Пенріт (1921—1924) та середній школі для дівчат на Клівленд-Стріт (1925—1926), а закінчила шкільне навчання в Сіднейській середній школі для дівчат з відзнакою з математики та ботаніки.
Рубі здобула дві стипендії для навчання в Університеті Сіднея. Вивчала там фізику, хімію, математику й ботаніку. У 1933 році здобула ступінь бакалавра з фізики, у 1936 році стала магістром, а у 1938 році отримала післяуніверситетський диплом Diploma of Education.

### Початок кар'єри
У 1936 році Пейн-Скотт проводила дослідження з Вільямом Лавом в Лабораторії досліджень раку Університету Сіднея. Вони досліджували, чи магнетизм Землі впливає на життєві процеси в живих організмах. В той час була популярна думка, що магнітне поле Землі справляє великий вплив на здоров'я людини, і треба спати тільки головою на північ, тобто паралельно до магнітного меридіана. Пейн-Скотт та Лав інкубували курячі ембріони у магнітних полях у 5000 разів сильніших, ніж земні, але ембріони розвивалися без відхилень. Таким чином було доведено, що магнітне поле не впливає на розвиток та життєві процеси або цей вплив мінімальний.
У 1938—1939 роках Рубі Пейн-Скотт працювала вчителькою у Вудлендзькій граматичній школі святого Петра в Аделаїді:61. Після цього вона влаштувалася у компанію AWA Ltd, яка виробляла електронні двосторонні системи радіозв'язку. Спершу вона працювала бібліотекаркою, згодом стала завідувачкою лабораторії вимірювань та електротехнічних досліджень. У серпні 1941 року вона залишила AWA Ltd, невдоволена тамтешнім дослідницьким середовищем:31.

### Дослідження у радіофізиці

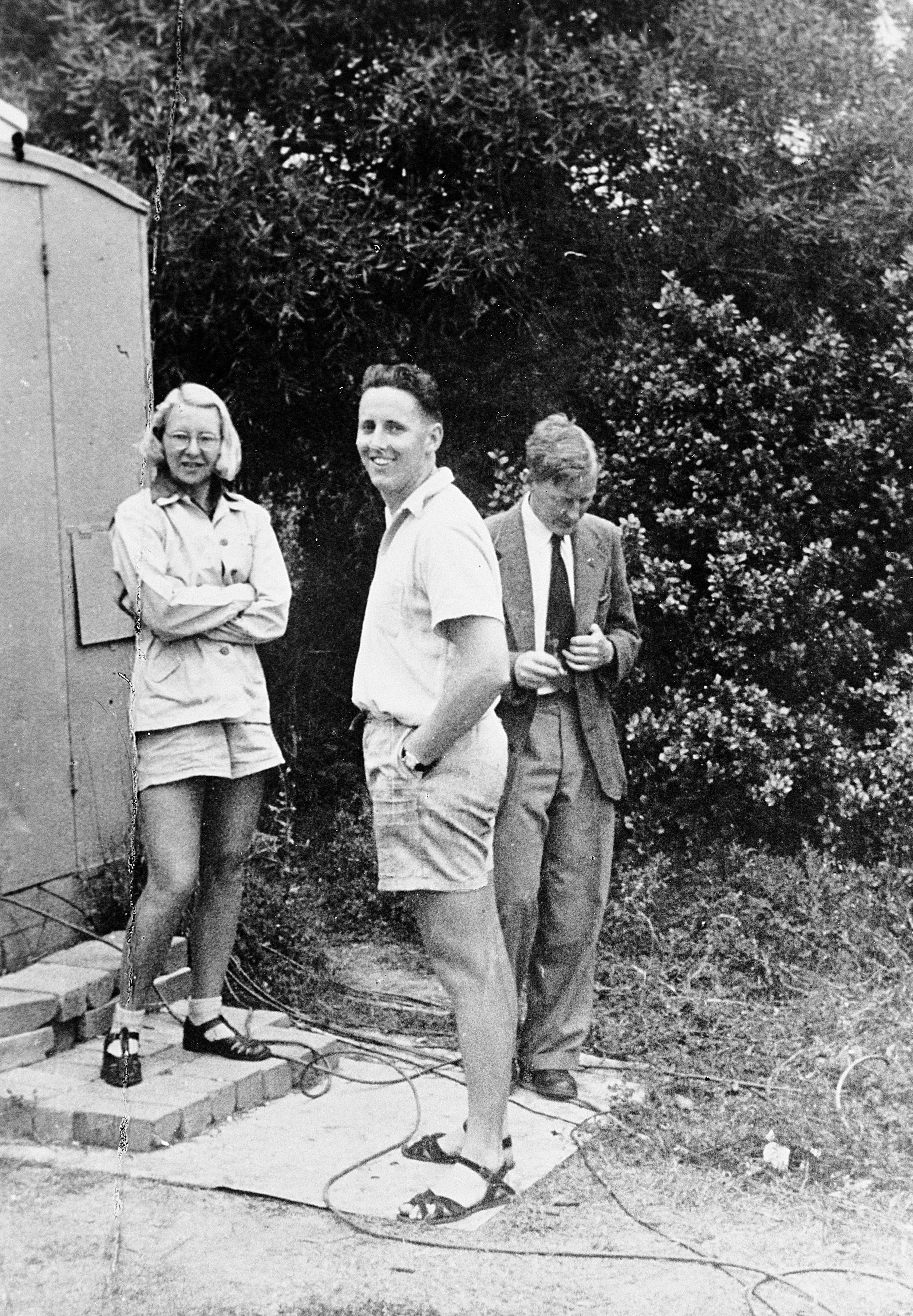
Рубі Пейн-Скотт з Алеком Літлом (посередині) і Вілбером Норманом Крістіансеном на радіофізичній дослідницькій польовій станції, приблизно 1948 рік

18 серпня 1941 року Пейн-Скотт приєдналася до Лабораторії радіофізики австралійського Державного об'єднання наукових і прикладних досліджень (CSIRO). Під час Другої світової війни вона займалася секретною роботою з дослідження радіолокаційних технологій, ставши експертом з виявлення літаків за допомогою індикаторної електронно-променевої апаратури. Після війни, в 1948 році, Пейн-Скотт опублікувала вичерпний звіт про фактори, що впливають на видимість об'єктів на індикаторних електронно-променевих дисплеях. Зробила також важливий внесок у прототипи радарних систем 25-сантиметрового діапазону (так званому L-діапазону).
Після війни лабораторія радіофізики перейшла від розробки радіолокаційних систем до застосування їх для наукових досліджень. Досвід Пейн-Скотт як фізика вирізняв її серед колег-інженерів, більшість з яких не мали формальної освіти в галузі фізики. У жовтні 1945 року Пейн-Скотт разом з Джо Позі і Ліндсі МакКрідді встановила зв'язок між потоком радіовипромінювання й активністю утворення плям на Сонці. Дослідження опублікували в лютому 1946 року в журналі «Nature». У грудні 1945 року Рубі Пейн-Скотт підготувала доповідь з підсумком «всіх наявних знань і вимірів, проведених в Лабораторії радіофізики», і запропонувала майбутні напрямки досліджень.
У лютому 1946 року Пейн-Скотт, МакКреді і Позі завдяки морській інтерферометрії (радіовипромінювання, що відбивається від поверхні моря), здійснили перший експеримент з використання радіоінтерферометрії для астрономічних спостережень. Результати їхніх спостережень підтвердили, що інтенсивне «вибухове» радіовипромінювання походить від самих плям та існування передбаченого випромінювання сонячної корони в метровому діапазоні. Ця стаття вперше запропонувала використати в радіоастрономії Фур'є-синтез, - ця ідея була передвісником майбутнього методу апертурного синтезу:102.
З 1946 по 1951 роках Пейн-Скотт зосередилася на цьому «вибуховому» радіовипромінюванні від Сонця. Їй приписують виявлення спалахів типу I і III, а також збір даних, які допомогли охарактеризувати типи II і IV. У межах цієї роботи, виконаної спільно з Алеком Літлом, вона розробила й побудувала новий інтерферометр, що міг скласти карту потужності й поляризації випромінювання Сонця посекундно та автоматично записувати на відеокамеру викиди коронарної маси високої інтенсивності.

### Завершення наукової кар'єри
У 1944 році Рубі Пейн-Скотт таємно одружилися з Вільямом Голманом Голлом. В цей час в Австралії діяв закон про професійну заборону на шлюб, за яким одруженим жінкам було заборонено знаходитись на державній службі. Рубі продовжувала працювати в CSIRO, допоки у 1949 році не постало питання про її шлюб. У результаті Пейн-Скотт втратила керівну посаду в CSIRO. Згодом, у 1951 році вона звільнилася з роботи у зв'язку з вагітністю: у той час в Австралії не було декретних відпусток у зв'язку з вагітністю та доглядом за дітьми. Після звільнення взяла прізвище чоловіка Голл. У подружжя народилося двоє дітей. Син Пітер Гейвін Голл (20 листопада 1951 — 9 січня 2016) став математиком, спеціалізувався на теорії ймовірностей та математичній статистиці. Дочка Фіона Маргарет Голл (народилася 16 листопада 1953) стала художницею, фотографинею та скульпторкою.
У серпні 1952 року Рубі Голл ненадовго повернулася до радіоастрономії, взявши участь у 10-х загальних зборах Міжнародного союзу радіології в Сіднейському університеті. У 1951–1963 роках вона залишалась домогосподаркою, а в 1963—1974 викладала у Дейнебанкській школі для дівчат в південному передмісті Сіднея.
Наприкінці життя Рубі Голл страждала від хвороби Альцгеймера, померла у Мортдейлі (Новий Південний Уельс) 25 травня 1981 року, за три дні до 69-го дня народження.

## Особисті риси
Рубі Пейн-Скотт була атеїсткою, феміністкою й борчинею за права жінок. Деякий час Пейн-Скотт була членкою Комуністичної партії Австралії, через що Австралійська служба безпеки і розвідки завела істотну особисту справу про її діяльність.
Вона була палкою фанаткою пішого туризму, любителькою кішок та займалася в'язанням.

## Пам'ять
- У 2008 році CSIRO[en] заснував нагороду Пейн-Скотт, призначену «для дослідників, які повертаються після родинних перерв у кар’єрі»[18]:7.
- У Дейнебанкській школі для дівчат[en], де Рубі Пейн-Скотт викладала після завершення своєї радіоастрономічної кар’єри, щорічно проводяться лекції Рубі Пейн-Скотт, на яких «виступають видатні науковиці з різних галузей»[18]:250.
- У 2017 році Сіднейський університет урочисто відкрив професорські відзнаки Пейна-Скотт, щоб відзначити видатних професорів за їхній внесок в університет у всіх галузях керівництва, навчання та досліджень[25][26][27].
- У 2021 році Австралійська академія наук заснувала медаль і лекцію Рубі Пейн-Скотт для жінок, призначену для австралійських науковиць[28].

## Наукові публікації
- Moonlight on the Nepean. Nepean Times. Penrith, NSW: National Library of Australia. 29 грудня 1923. с. 4.
- «Relative intensity of spectral lines in indium and gallium». Nature, 131 (1933), 365—366.
- (With W.H. Love) «Tissue cultures exposed to the influence of a magnetic field». Nature, 137 (1936), 277.
- «Notes on the use of photographic films as a means of measuring gamma ray dosage». Sydney University. Cancer Research Committee Journal, 7 (1936), 170—175.
- Payne-Scott, Ruby Violet (1936), The wave-length distribution of the acattered radiation in a medium traversed by a beam of x or gamma rays (M.Sc. thesis), University of Sydney
- The wavelength distribution of the scattered radiation in a medium traversed by a beam of X or gamma rays. British Journal of Radiology, N.S., 10 (1937), 850—870.
- (With A. L. Green) «Superheterodyne tracking charts». II. A.W.A. Technical Review, 5 (1941), 251—274; Wireless Engineer, 19 (1942), 290—302.
- «A note on the design of iron-cored coils at audio frequencies». A.W.A. Technical Review, 6 (1943), 91–96.
- Eight unpublished classified technical reports at the Division of Radiophyiscs during World War II including Pawsey and Payne-Scott from 1944 : Measurements of the noise level picked up by an S-band aerial. CSIR Radiophysics Laboratory Report, RP 209 (1944).
- «Solar and cosmic radio frequency radiation; survey of knowledge available and measurements taken at Radiophysics Laboratory to Dec. 1, 1945». CSIR Radiophysics Laboratory Report SRP 501/27 (1945).
- (With J. L. Pawsey and L. L. McCready) «Radio-frequency energy from the sun». Nature, 157 (1946), 158.
- 'A study of solar radio frequency radiation on several frequencies during the sunspot of July–August 1946. CSIR Radiophyscis Laboratory Report, RPL 9 (1947).
- McCready, L.L., J.L. Pawsey, and Ruby Payne-Scott. «Solar radiation at radio frequencies and its relation to sunspots.» Proceedings of the Royal Society of London. Series A. Mathematical and Physical Sciences 190.1022 (1947): 357—375.
- (With D. E. Yabsley and J. G. Bolton) «Relative times of arrival of bursts of solar noise on different radio frequencies». Nature, 160 (1947), 256.
- «The visibility of small echoes on radar PPI displays». Proceedings of the Institute of Radio Engineers, 36 (1948), 180.
- «Solar Noise Records taken during 1947 and 1948». CSIR Radiophysics Laboratory Report. RPL 30 (1948).
- (With L.L. McCready) «Ionospheric effects noted during dawn observations on solar noise». Terrestrial Magnetism and Atmospheric Electricity, 53 (1948), 429.
- «Bursts of solar radiation at metre wavelengths». Australian Journal of Scientific Research (A), 2 (1949), 214.
- «The noise-like character of solar radiation at metre wavelengths». Australian Journal of Scientific Research (A), 2 (1949), 228.
- «Some characteristics of non-thermal solar radiation at metre wave-lengths». Journal of Geophysical Research, 55 (1950), 233. (In collection of papers Summary of Proceedings of Australian National Committee of Radio Science, URSI, Sydney, 16–20 January 1950)
- (With A. G. Little) «The position and movement on the solar disk of sources of radiation at a frequency of 97 Mc/s. I. Equipment». Australian Journal of Scientific Research (A), 4 (1951), 489.
- (With A. G. Little) «The positions and movement on the solar disk of sources of radiation at a frequency of 97 Mc/s II. Noise Storms». Australian Journal of Scientific Research (A), 4 (1951), 508.
- (With A. G. Little) «The position and movement on the solar disk of sources of radiation at a frequency of 97 Mc/s. III. Outbursts». Aust. J. of Scientific Research A, 5 (1952), 32.